# Vurot
Vurot falu Horvátországban, Sziszek-Monoszló megyében. Közigazgatásilag Sziszekhez tartozik.

## Fekvése
Sziszek városától 4 km-re nyugatra, a Kulpa bal partján fekszik.

## Története
A települést 1228-ban „Vruit locus” néven említik először. 1328-ban „possessio Vryoth”, 1334-ben „possessio Wryt”, 1341-ben „possessio Wrwth”, 1589-ben „possessio Wrywth” alakban szerepel a korabeli forrásokban. 1655-ben „villa Wurut” néven említik. A 16. század második felében a környező településekhez hasonlóan a török háborúk során elpusztult. A falut török veszély csökkenése után, valószínűleg a 17. század második felében telepítették be horvát lakossággal. 1773-ban az első katonai felmérés térképén „Dorf Vuroth” néven szerepel. A falunak 1857-ben 94, 1910-ben 151 lakosa volt.
A 20. század első éveiben a kilátástalan gazdasági helyzet miatt sokan vándoroltak ki a tengerentúlra. 1918-ban az új szerb-horvát-szlovén állam, majd később Jugoszlávia része lett. A II. világháború idején a Független Horvát Állam része volt. A háború után a béke időszaka köszöntött a településre. Enyhült a szegénység és sok ember talált munkát a közeli városokban. A falu 1991. június 25-én a független Horvátország része lett. A délszláv háború során végig horvát kézen maradt. 2011-ben 103 lakosa volt.

## Népesség
| Lakosság változása | Lakosság változása | Lakosság változása | Lakosság változása | Lakosság változása | Lakosság változása | Lakosság változása | Lakosság változása | Lakosság változása | Lakosság változása | Lakosság változása | Lakosság változása | Lakosság változása | Lakosság változása | Lakosság változása | Lakosság változása |
| ------------------ | ------------------ | ------------------ | ------------------ | ------------------ | ------------------ | ------------------ | ------------------ | ------------------ | ------------------ | ------------------ | ------------------ | ------------------ | ------------------ | ------------------ | ------------------ |
| 1857               | 1869               | 1880               | 1890               | 1900               | 1910               | 1921               | 1931               | 1948               | 1953               | 1961               | 1971               | 1981               | 1991               | 2001               | 2011               |
| 94                 | 101                | 100                | 124                | 140                | 151                | 134                | 124                | 93                 | 98                 | 100                | 90                 | 86                 | 84                 | 94                 | 103                |

## Nevezetességei
- Szent Fábián és Sebestyén vértanúk tiszteletére szentelt kápolnája[5] a 17. században már állt. A kápolna a falu szélén, egy dombon található. A nyugat-keleti tájolású, falazott, egyhajós épület téglalap alaprajzú, a hajónál szűkebb szentélyű, szűk apszissal és a felső részén körablakkal. A barokk szentélyt 1751-ben építették, és keresztdonga boltozattal boltozták. A főhomlokzaton az  oromzat felett egy fából készült torony emelkedik, ónlemezzel fedett, sokszögletű sisakkal. A félköríves áthidaló portál felett két kisebb téglalap alakú ablak található. A kápolna kőből és téglából épült. Kápolna a megye egyik legfontosabb barokk falukápolnája.

- A falu középkori temetőjének maradványa.

- Természeti látványosság a Kulpa völgye Vurottól az Odra torkolatáig.